# Réka Pupp

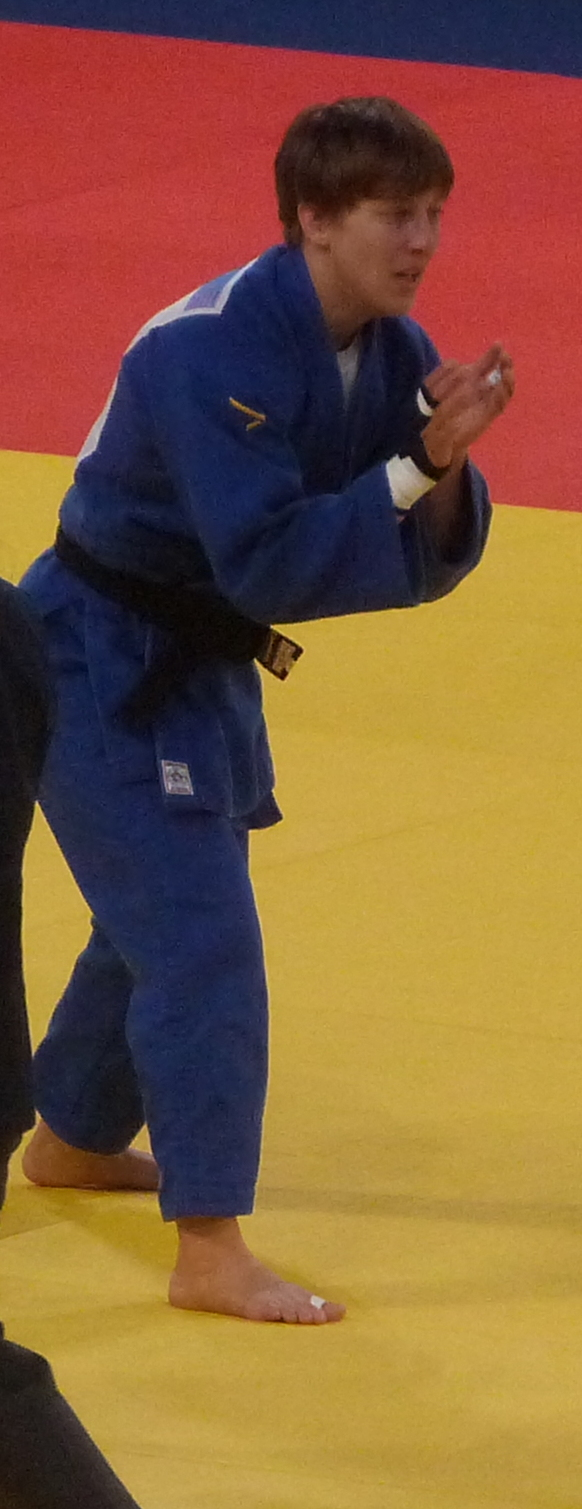
Reka Pupp bei den Olympischen Spielen 2024

Réka Pupp (* 4. Juli 1996 in Dunaújváros) ist eine ungarische Judoka. Sie erkämpfte 2021 und 2024 eine Bronzemedaille bei den Europameisterschaften.

## Karriere
Réka Pupp war 2012 Dritte der Kadetteneuropameisterschaften und Dritte der Junioreneuropameisterschaften in der Gewichtsklasse bis 44 Kilogramm. Von 2013 bis 2016 trat sie in der Gewichtsklasse bis 48 Kilogramm an. 2013 und 2014 war sie in dieser Gewichtsklasse ungarische Meisterin. 2014 war sie außerdem Dritte der Junioreneuropameisterschaften. 2015 gewann sie den Titel bei den Junioreneuropameisterschaften und war Dritte der U23-Europameisterschaften. Bei den Europameisterschaften in der Erwachsenenklasse, die 2015 im Rahmen der Europaspiele in Baku ausgetragen wurden, schied sie im Achtelfinale gegen Maryna Tschernjak aus der Ukraine aus. 2016 bei den Europameisterschaften in Kasan belegte Pupp den fünften Platz. Bei den Junioreneuropameisterschaften gewann sie 2016 Bronze, bei den U23-Europameisterschaften Silber.
Seit 2017 kämpft Réka Pupp in der Gewichtsklasse bis 52 Kilogramm. Beim Grand-Slam-Turnier in Baku erreichte Pupp Anfang 2017 das Finale und unterlag dann der Rumänin Larisa Florian. 2018 und 2019 wurde Pupp in ihrer neuen Gewichtsklasse ungarische Meisterin. Bei den Europameisterschaften 2018 in Tel Aviv belegte sie den fünften Platz, bei den U23-Europameisterschaften gewann sie noch einmal Silber. 2019 wurden die Europameisterschaften wie 2015 im Rahmen der Europaspiele ausgetragen, die diesmal in Minsk stattfanden. Pupp schied in ihrem Auftaktkampf gegen die Schweizerin Fabienne Kocher aus. Bei den Weltmeisterschaften 2019 in Tokio überstand Pupp die ersten beiden Runden und verlor im Achtelfinale gegen die Japanerin Ai Shishime.
Nach der Wettkampfpause wegen der COVID-19-Pandemie waren 2020 das Grand-Slam-Turnier in Budapest und die Europameisterschaften in Prag die ersten großen Turniere, Pupp schied jeweils im Achtelfinale aus. Bei den Europameisterschaften 2021 in Lissabon unterlag Pupp im Viertelfinale der Italienerin Odette Giuffrida. Mit Siegen über die Israelin Gili Cohen und die Spanierin Ana Perez Box erkämpfte Pupp eine Bronzemedaille. Bei den Weltmeisterschaften 2021 in Budapest schied Pupp im Achtelfinale, wie zwei Jahre zuvor, gegen Ai Shishime aus. Anderthalb Monate später unterlag Pupp im Viertelfinale der Olympischen Spiele in Tokio der Schweizerin Fabienne Kocher. Nach einem Sieg in der Hoffnungsrunde über die Südkoreanerin Park Da-sol unterlag Pupp im Kampf um Bronze der Italienerin Odette Giuffrida. Am 5. November 2021 gewann sie das Grand-Slam-Turnier in Baku durch einen Sieg gegen Chelsie Giles.
2022 siegte Pupp bei den Grand-Slam-Turnieren in Antalya und Budapest. 2023 belegte sie bei den Weltmeisterschaften in Doha und den Europameisterschaften in Montpelier jeweils den fünften Platz. Im April 2024 bei den Europameisterschaften in Zagreb unterlag sie im Halbfinale Odette Giuffrida. Den Kampf um Bronze gewann sie gegen Aydan Valiyeva aus Aserbaidschan. Bei den Olympischen Spielen in Paris unterlag Pupp im Viertelfinale Odette Giuffrida. Den Kampf um Bronze verlor sie gegen die Französin Amandine Buchard.
Ihre Schwester Noémi Pupp ist als Kanutin aktiv und gewann unter anderem zwei Bronzemedaillen bei den Olympischen Spielen in Paris.